# Sandrine Bonnaire
Sandrine Bonnaire (n. 31 mai 1967, Gannat, Auvergne, Franța) este o actriță, regizoare și scenaristă franceză. A primit premiul César pentru cea mai promițătoare actriță în 1984, în 1986 a câștigat César pentru cea mai bună actriță pentru rolul din Fără acoperiș și fără lege și, în 1995, Cupa Volpi pentru cea mai bună actriță la Festivalul de Film de la Veneția pentru filmul Ceremonia (1995).

## Biografie
Bonnaire s-a născut într-o familie de muncitori, al șaptelea din unsprezece copii. Nu a urmat niciodată școala de teatru. Cariera ei a început la vârsta de 16 ani când Maurice Pialat a semnat-o pentru Pentru iubirile noastre în 1983. Bonnaire a jucat rolul unei adolescente care are primele experiențe sexuale. În 1984 a primit premiul César la categoria cea mai promițătoare actriță.
A ajuns la succesul internațional în 1985 în filmul Fără acoperiș și fără lege de Agnès Varda. În film, ea a jucat o vagaboandă cu un suflet pur care se lasă prinsă în violența de zi cu zi și eșuează fizic și moral. Pentru aceasta a fost onorată cu un César, de data aceasta la categoria Cea mai bună actriță. Acesta a fost urmat de Insolitul caz al domnului Hire (1989) de Patrice Leconte și alte lucrări cu Jacques Doillon și Claude Sautet.
Într-o adaptare cinematografică în două părți a lui Jacques Rivette intitulată Ioana fecioara (1993), ea a jucat rolul eroinei din titlu. A oferit o interacțiune cu Isabelle Huppert în satira socială Ceremonia a lui Claude Chabrol din 1995; Duo-ul a primit împreună premiul pentru actor Cupa Volpi la cea de-a 52-a ediție a Festivalului Internațional de Film de la Veneția pentru interpretarea lor.
În 2008, Bonnaire a fost numită în juriul competiției de la a 58-a Ediție a Berlinalei. Cu toate acestea, deoarece nu a putut rămâne la Berlin pe toată durata festivalului, a trebuit să renunțe la numirea ei în ziua în care a început festivalul. Totuși Bonnaire și-a prezentat prima lucrare de regizor la Berlinale: documentarul Numele ei este Sabine, al cărui temă este autismul sorei sale. În 2010 a fost realizat filmul Je t' souhaite au revoir, în care Bonnaire a jucat rolul unei persoane autiste. Ea însăși a scris scenariul iar filmul a fost regizat de Guillaume Laurent. În 2009 a fost numită în juriul competiției la cea de-a 66-a ediție a Festivalului de Film de la Veneția.
În 2016, a realizat un portret cinematografic pentru televiziune al muzicienei și actriței Marianne Faithfull, intitulat Floare de suflet (titlul original: Fleur d'âme), care la Festivalul Internațional de Programe Audiovizuale (FIPA) în Biarritz în 2018, a câștigat FIPA d’or („Golden FIPA”).
Sandrine Bonnaire este căsătorită cu actorul și scenaristul Guillaume Laurant din 29 martie 2003, cu care are o fiică. Ea mai are o fiică cu actorul William Hurt.

## Filmografie selectivă

### Actriță de film

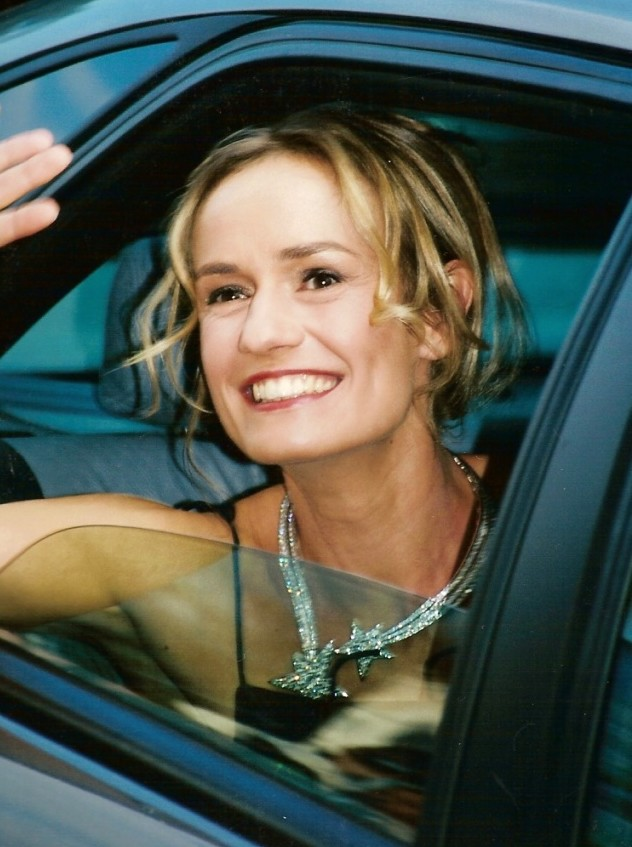
Sandrine Bonnaire la festivalul de la Cannes 2000

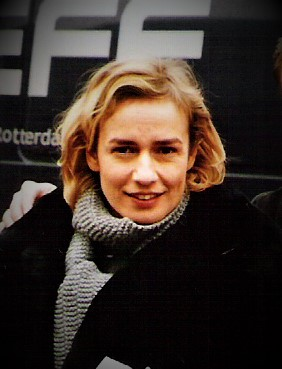
Sandrine Bonnaire în 2001.

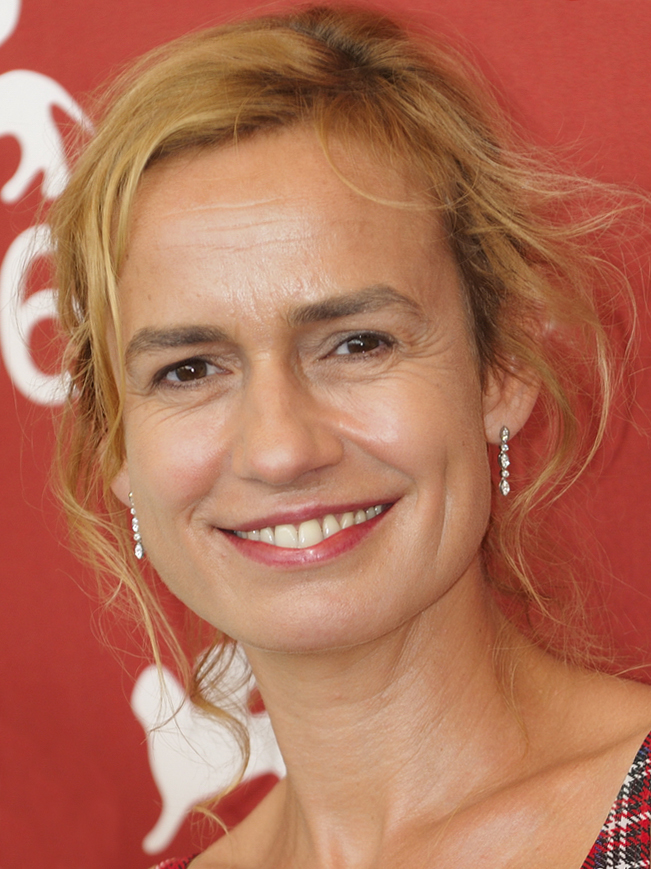
Sandrine Bonnaire la al 66-lea Festival de film de la Veneția (2009)

- 1980 La Boum, regia Claude Pinoteau : (figurație)
- 1982 Les Sous-doués en vacances, regia Claude Zidi : o spectatoare (figurație)
- 1983 Pentru iubirile noastre (À nos amours), regia Maurice Pialat : Suzanne
- 1984 Blanche și Marie (Blanche et Marie), regia Jacques Renard
- 1985 Le meilleur de la vie, regia Renaud Victor
- 1985 Poliție (Police), regia Maurice Pialat
- 1985 Fără acoperiș și fără lege (Sans toit ni loi), regia Agnès Varda
- 1986 Puritana (La puritaine), regia Jacques Doillon
- 1987 Sub soarele Satanei (Sous le soleil de Satan), regia Maurice Pialat
- 1987 Mentire per non morire (Jaune revolver), regia Olivier Langlois
- 1987 Inocenții (Les Innocents), regia André Téchiné
- 1988 Câteva zile cu mine (Quelques jours avec moi), regia Claude Sautet
- 1988 Insolitul caz al domnului Hire (Monsieur Hire), regia Patrice Leconte
- 1988 Peaux de vaches, regia Patricia Mazuy
- 1990 Prizoniera deșertului (La captive du désert), regia Raymond Depardon
- 1990 Către seară (Verso sera), regia Francesca Archibugi
- 1991 Sub cerul Parisului (Le ciel de Paris), regia Michel Béna
- 1992 Ciuma (La peste), regia Luis Puenzo
- 1992 Praga (Prague), regia Ian Sellar
- 1994 Ioana fecioara (Jeanne la pucelle – Les batailles), regia Jacques Rivette
- 1994 Confidențe unui necunoscut (Ispoved neznakomtsu), regia Georges Bardawil
- 1995 O sută și una de nopți (Les Cent et Une Nuits de Simon Cinéma), regia Agnès Varda
- 1995 Ceremonia, (La Cérémonie), regia Claude Chabrol
- 1996 Never Ever, regia Charles Finch
- 1997 Vinovăția dragostei (Die Schuld der Liebe), regia Andreas Gruber
- 1998 Apărare secretă, (Secret défense), regia Jacques Rivette
- 1998 Hoțul de vieți (Voleur de vie), regia Yves Angelo
- 1998 În inima minciunii (Au cœur du mensonge), regia Claude Chabrol
- 1999 Est-vest (Est-Ouest), regia Régis Wargnier
- 2001 Mademoiselle, regia Philippe Lioret
- 2001 Asta-i viața (C'est la vie), regia Jean-Pierre Améris
- 2002 Femeie fatală (Femme fatale), regia Brian De Palma
- 2003 Rezistență (Resistance), regia Todd Komarnicki
- 2004 Confidențe prea intime (Confidences trop intimes), regia Patrice Leconte
- 2004 Gâtul girafei (Le cou de la girafe), regia Safy Nebbou
- 2004 Coechipierul (L'équipier), regia Philippe Lioret
- 2013 Adieu Paris, regia Franziska Buck
- 2014 Parliamo delle mie donne (Salaud, on t'aime), regia Claude Lelouch
- 2020 Voir le jour, regia Marion Laine
- 2021 L'amour c'est mieux que la vie, regia Claude Lelouch
- 2023 Prima danza, poi pensa. Alla ricerca di Beckett (Dance First), regia James Marsh
- 2024 Limonov, regia Kirill Serebrennikov
- 2024 Finalement - Storia di una tromba che si innamora di un pianoforte (Finalement), regia Claude Lelouch

### Regizor
- 2007 Numele ei este Sabine (Elle s'appelle Sabine) (documentar)
- 2012 J'enrage de son absence (film de ficțiune)
- 2014 Ce que le temps a donné à l'homme sous-titré Jacques Higelin par Sandrine Bonnaire, 53 min, Arte, 1 noiembrie 2015[11] (documentar)
- 2017 Marianne Faithfull, fleur d'âme, 62 min, Arte, 2 martie 2018 (documentar)

## Distincții (selecție)
- 1984 César la categoria Cea mai promițătoare actriță pentru filmul Pentru iubirile noastre
- 1986 César la categoria Cea mai bună actriță pentru Fără acoperiș și fără lege
- 1996 Cupa Volpi la Festivalul de Film de la Veneția împreună cu Isabelle Huppert pentru Ceremonia
- 2018 Premiul principal la Braunschweig International Film Festival[12]
- 2018 Magritte-premiul de onoare